# Хазаре, Анна
Кисан Бабурав Хазаре (хинди किसन बाबुराव हजारे, Kisan Bāburāv Hajārē; род. 15 июня 1937 года), более известный под именем Анна Хазаре (о файле, хинди अण्णा हजार Aṇṇā Hajārē) — индийский общественный активист.
Получил известность благодаря Индийскому антикоррупционному движению 2011 года и вкладу в развитие деревни Ралеган Сиддхи, в талуке Парнер в округе Ахмеднагаре. Он получил Падма Бхушан — третью по значимости гражданскую награду в 1992 году за вклад в становление Релеган Сиддхи образцовой деревни. Анна Хазаре объявил голодовку 5 апреля 2011 года с целью оказать давление на правительство Индии принять сильные антикоррупционные действия в государственных учреждениях. Голодовка привела к общенациональной акции протеста в поддержку Хазаре, включавшие ношение головного убора ганди. Голодовка закончилась 9 апреля 2011 года, на следующий день все требования Хазаре были согласованы правительством Индии.
В 2011 году индийская ежедневная газета Daily News and Analysis поместила Хазаре на 1-е место в списке 50 самых влиятельных людей в Мумбаи. Сторонники Хазаре прозвали его «новым Ганди», а некоторые русскоязычные СМИ окрестили его «индийским Навальным».
В 2009 году был разоблачён заговор с целью убийства Хазаре за его общественную деятельность.
Следует отметить, что Анна это не имя Хазаре, а прозвище, так как Анна [ан на] в переводе с Хинди означает «знающий брат». Такое прозвище призвано показать народу Индии, что Хазаре как бы опекает их и заботится о благосостоянии каждого.